# Vrba (Slowenien)

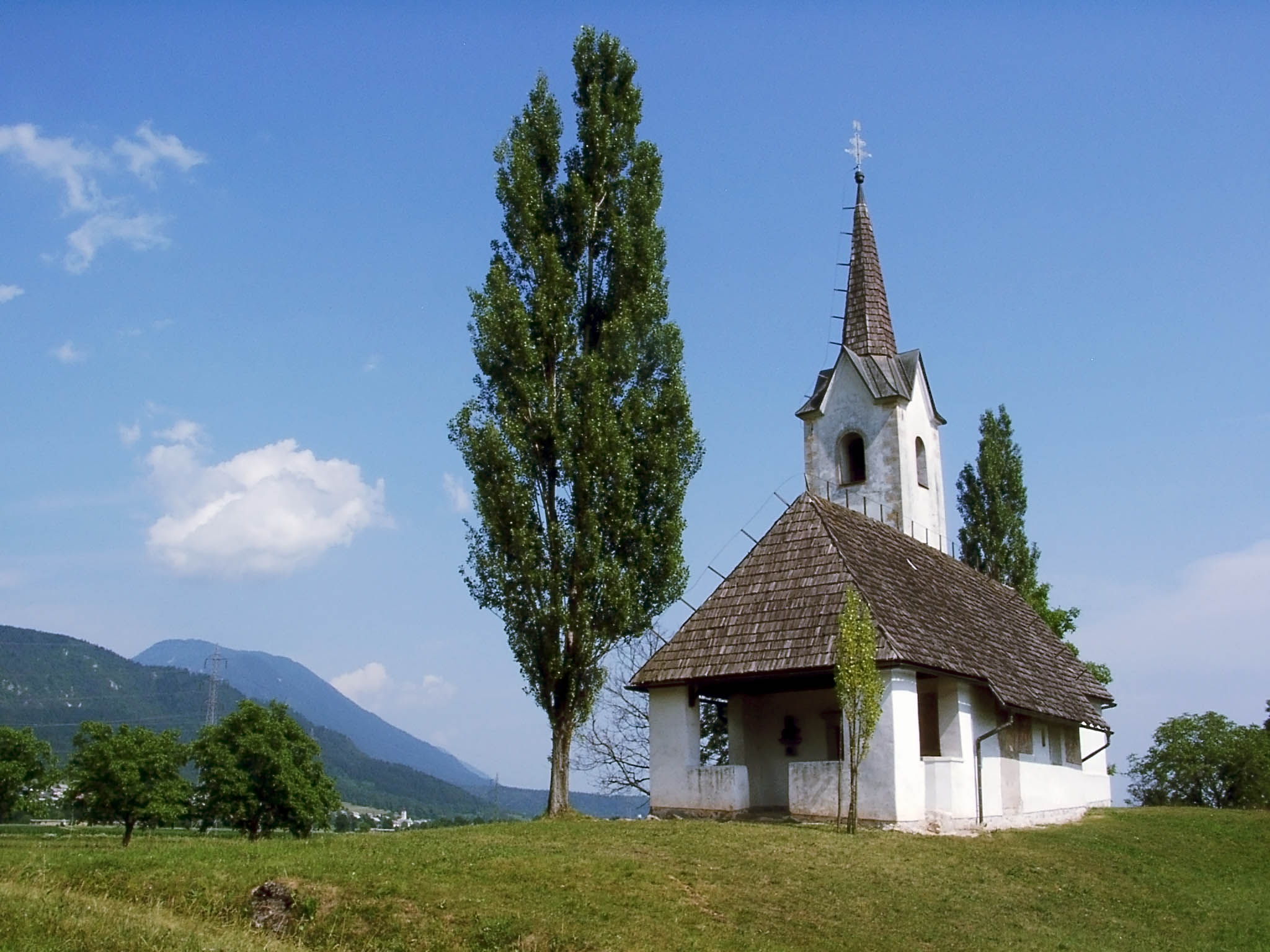
Die Sankt-Markus-Kirche in Vrba

Vrba (deutsch Velben oder Weideneck) ist ein Dorf in der slowenischen Gemeinde Žirovnica in der Region Gorenjska (Oberkrain).
Im Mittelpunkt des Dorfes steht eine Linde. Darum gruppieren sich sechzehn Steine, die für die ehemaligen sechzehn Bauerngehöfte des Ortes stehen. 

## Geschichte
Vrba wurde erstmals 1247 urkundlich erwähnt. Vrba ist vor allem als Geburtsort des slowenischen Nationaldichters France Prešeren (1800–1849) bekannt, der dort als Sohn eines wohlhabenden Landwirts geboren wurde. Im Geburtshaus, das den slowenischen Namen Pri Ribiču trägt, ist seit 1939 ein Museum zum Leben und Werk Prešerens mit zahlreichen originalen Möbelstücken untergebracht. 
Im selben Haus wurde 100 Jahre später auch der spätere Erzbischof von Ljubljana Anton Vovk (1900–1963) geboren.
Vrba ist auch Geburtsort des vorletzten Fürstbischofs von Laibach, Janez Zlatoust Pogačar (1811–1884).
In Vrba existiert ein Massengrab aus der Zeit des Zweiten Weltkriegs.

## Sehenswürdigkeiten
Sehenswert in Vrba ist die ursprünglich romanische Kirche Sankt Markus (Cerkev sv. Marka), die Prešeren in seinem Werk Sonetje nesreče verewigt hat. Sie wurde wahrscheinlich um 1400 errichtet und liegt etwas außerhalb des Dorfes hinter dem Haus der Familie Prešeren. Ihre gotischen Fresken an den Innenwänden stammen aus dem 15. Jahrhundert.
An France Prešeren erinnert auch eine Büste am Ortseingang.